# Granby (Kanada)
Granby – miasto w Kanadzie, w prowincji Quebec, w regionie Montérégie i MRC La Haute-Yamaska. W 1803 roku na obszarze dzisiejsze miasta powstał kanton Granby, stając się jednym z tzw. Kantonów Wschodnich.
Liczba mieszkańców Granby wynosi 47 637. Język francuski jest językiem ojczystym dla 94,5%, angielski dla 2,0% mieszkańców (2006).
W Granby urodził się arcybiskup Louis Joseph Cabana. 
W mieście rozwinął się przemysł włókienniczy, odzieżowy, chemiczny oraz spożywczy.

## Miasta partnerskie
- Thun, Szwajcaria
- Windsor, Kanada
- Coventry, Wielka Brytania
- Saint-Étienne, Francja
- Hammam-Lif, Tunezja
- Joal-Fadiouth, Senegal
- Rayne, Stany Zjednoczone
- Ankona, Włochy
- Bokito, Kamerun
- Marrakesz, Maroko
- Gabrovo, Bułgaria